# Everest (phim 2015)
Everest là phim điện ảnh tiểu sử phiêu lưu của Anh-Mỹ 2015 do Baltasar Kormákur đạo diễn và sản xuất, các nhà đồng sản xuất là Tim Bevan, Eric Fellner, Nicky Kentish Barnes, Tyler Thompson và Brian Oliver, kịch bản do William Nicholson và Simon Beaufoy chắp bút, chuyển thể dựa trên hồi ký của Beck Weathers là Left for Dead: My Journey Home from Everest (2000). Phim có sự tham gia của Jason Clarke, Josh Brolin, John Hawkes, Robin Wright, Michael Kelly, Sam Worthington, Keira Knightley, Emily Watson và Jake Gyllenhaal. Phim mở màn tại Liên hoan phim quốc tế Venice lần thứ 72 vào ngày 2 tháng 9 năm 2015 và khởi chiếu ngày 18 tháng 9 năm 2015.